# 貝氏寄生鯰
貝氏寄生鯰，為輻鰭魚綱鯰形目毛鼻鯰科的其中一種，為熱帶淡水魚，分布於南美洲蓋亞那奧里諾科河流域，本魚棲息在底層水域，體長可達5.9公分，生活習性不明。